# José Santana
José Santana o José Santa Ana (Isla de Mezcala, Nueva Galicia, circa 1780 - ibídem, 1852) fue un indígena novohispano que se unió al bando insurgente durante la guerra de la independencia de México.

## Semblanza biográfica

Zonas de resistencia insurgente (1814-1821) durante la guerra de Independencia de México.

En 1810 era pescador y gobernador de indios en su pueblo natal. Se unió a la revolución iniciada por Miguel Hidalgo y Costilla siguiendo el llamado de José Antonio el Amo Torres. En 1811 el mariscal de campo José de la Cruz logró someter a diversas fuerzas insurgentes en la zona obligándolas a desplazarse a Michoacán y Guanajuato, sin embargo no tuvo el mismo éxito con los indígenas sublevados de Mezcala,  pues siempre que se encontraban a punto de ser sorprendidos en las orillas del lago de Chapala se embarcaban hacia las islas.
José Santana fue asesorado por el sacerdote Marcos Castellanos para fortificarse adecuadamente en la isla de Mezcala. A pesar de que De la Cruz intentó convencerlos para deponer las armas, los sublevados se negaron. En noviembre de 1812 el ejército realista  bajo el mando del capitán José Antonio Serrato realizó una incursión en el pueblo de San Pedro Ixican, ubicado en la costa norte del lago, con la intención de desalojar a los hombres de José Encarnación Rosas, sin embargo Serrato fue rechazado cuando se unió a la defensa Santa Ana. Poco después los insurgentes obtuvieron una victoria más en Poncitlán. 
Al enterarse del resultado de estas dos acciones, el mariscal Cruz decidió emprender una campaña formal contra la isla de Mezcala. El coronel Ángel Linares fue designado para establecerse en Ocotlán y se mandó construir una flotilla de embarcaciones. El primer combate se efectuó en febrero de 1813 siendo el resultado una nueva derrota para los realistas. En la confrontación murieron Linares, casi todos sus oficiales, veintitrés soldados y además se perdieron la mitad de las embarcaciones. Ante esta situación, De la Cruz mandó llamar de San Blas al teniente de fragata Manuel de Murga para formar una nueva escuadrilla.
Al asumir el mando realista de forma interina, Pedro Celestino Negrete emprendió un nuevo ataque para tomar la isla, pero fue derrotado en los puertos de la Peña, del Vigía y la Angostura entre abril y junio de 1813. Negrete resultó herido de una mano y se perdieron cañones y lanchas. Negrete se estableció en Tlachichilco del Carmen para ejercer un bloqueo, pero fue constantemente burlado tanto por Santana como por Encarnación Rosas. Ninguno de los comandantes realistas que sucedieron a Negrete pudieron impedir que los insurgentes continuaran abasteciéndose de víveres y desembarcando en las costas del lago para continuar realizando sus campañas. El insurgente José María Vargas en diversas ocasiones asistió a la isla sin que los realistas se percatesen de su presencia.
En 1816 una epidemia asoló a la pequeña población de la isla mermando el número de sus habitantes. En agosto del mismo año, una confrontación en las inmediaciones de Chapala entre el insurgente Luis Chávez y las tropas realistas de Luis Correa activaron las operaciones de bloqueo realizándose una labor de tala en el perímetro del lago. De esta manera todo el maíz de la costa fue arrasado. Cruz se trasladó a Tlachichilco para ofrecer el indulto a los sublevados, después de varias negativas, Santa Ana accedió a entrevistarse con el comandante realista para escuchar la oferta.  Tras comentar las condiciones con el padre Castellanos, los insurgentes aceptaron el indulto el 25 de noviembre entregando sus armas. Los sitiados regresaron a la costa para tomar nuevamente posesión de sus tierras y sembradíos. Santana fue nombrado gobernador de la isla de Mezcala y San Pedro Itzicán, así mismo se le otorgó el rango de teniente coronel mediante un convenio que duró un año hasta que Cruz decidió instalar un presidio. Santa Ana murió en 1852.